# Ehitajate tee
Le rue des constructeurs (en estonien : Ehitajate tee) est une rue Tallinn en Estonie.

## Présentation
La rue est située dans les arrondissement de Nõmme, Mustamäe et Haabersti.
Elle traverse les quartiers Nõmme, Mustamäe, Kadaka et Väike-Õismäe.
Sa longueur est de 4728 mètres.

## Bâtiments de la rue
- Ehitajate tee 5, Université de technologie de Tallinn
- Ehitajate tee 9, immeuble
- Ehitajate tee 11, immeuble
- Ehitajate tee 23, Jardin d'enfants Úunake
- Ehitajate tee 27, Centre de santé de Mustamäe
- Ehitajate tee 29, Café Pagaripoisid
- Ehitajate tee 27, Pharmacie de Mustamäe
- Ehitajate tee 31, immeuble résidentiel
- Ehitajate tee 33, immeuble résidentiel
- Ehitajate tee 40, immeuble résidentiel
- Ehitajate tee 41, Grossi Toidukaubad
- Ehitajate tee 42, immeuble résidentiel
- Ehitajate tee 44, immeuble résidentiel
- Ehitajate tee 46, immeuble résidentiel
- Ehitajates tee 48, Bibliothèque Männi (et)
- Ehitajate tee 49, immeuble résidentiel
- Ehitajate tee 51a, immeuble résidentiel et bar-restaurant Valge Torn
- Ehitajate tee 52, immeuble résidentiel
- Ehitajate tee 54, immeuble résidentiel
- Ehitajate tee 68a, Mustamäe Haljastus AS
- Ehitajate tee 107, Supermarché Rimi Nurmenuku
- Ehitajate tee 109, Boutiques
- Ehitajate tee 109a, Administration de l'arrondissement de Haabersti (et)
- Ehitajate tee 114, Kadaka Ärimaja.
- Ehitajate tee 137, Centre médical d'Haabersti
- Ehitajate tee 150 - Paldiski maantee 145, Zoo de Tallinn

## Parcs
Le Männipark est situé entre Ehitajate tee, Sõpruse puiestee et Keskuse tänav.
Le parc de Kandaka (et), s'étend des deux côtés de Ehitajate tee, atteignant au nord Kandaka tänav et A. H. Tammsaare tee et au sud la Eduard Vilde tänav.

## Transports
Les lignes de bus n° 10, 12, 16, 23, 26, 26А, 27, 28, 33, 36, 37, 45, 61, 64 empruntent la rue.

## Galerie

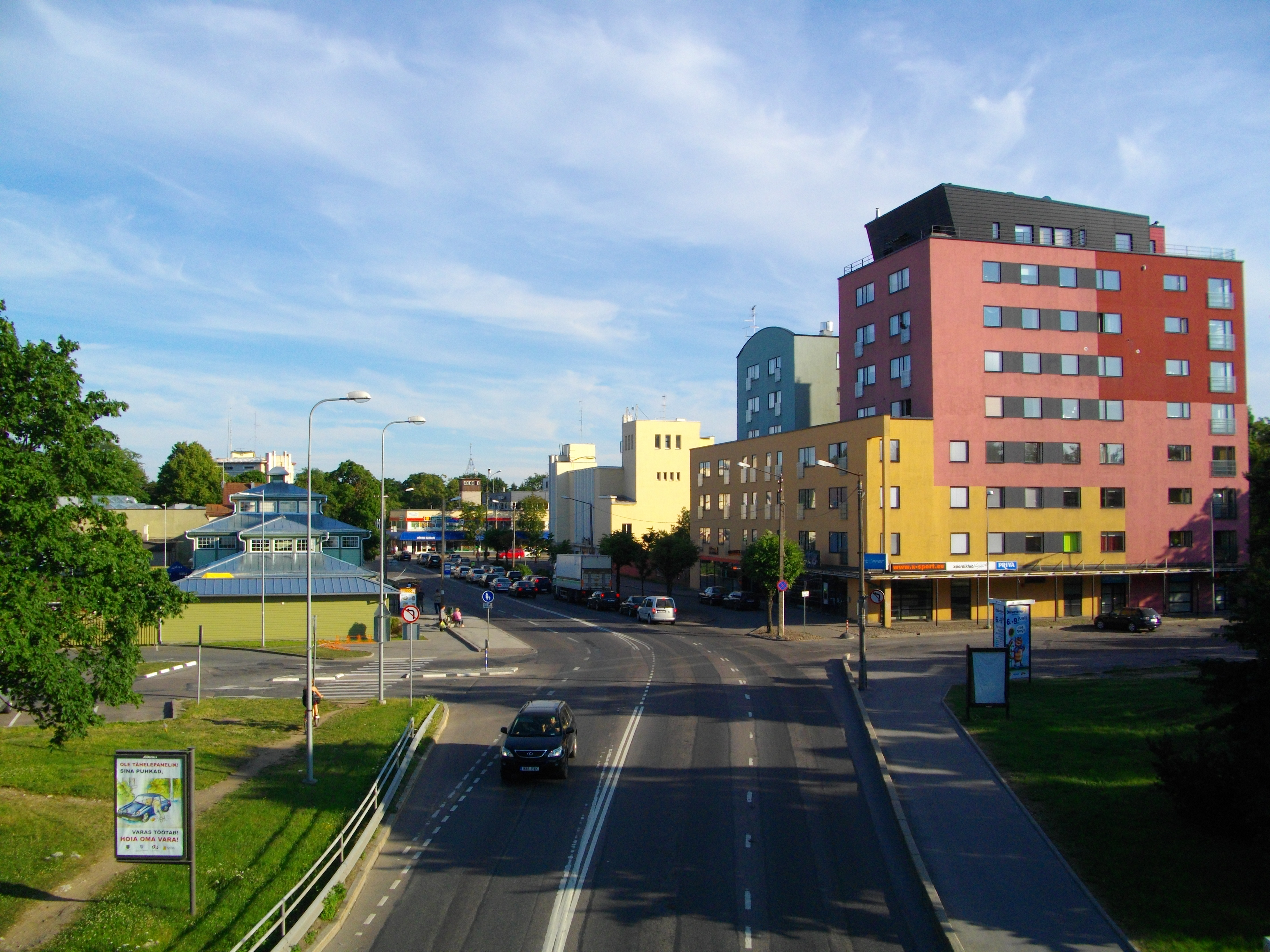
Ehitajate tee.
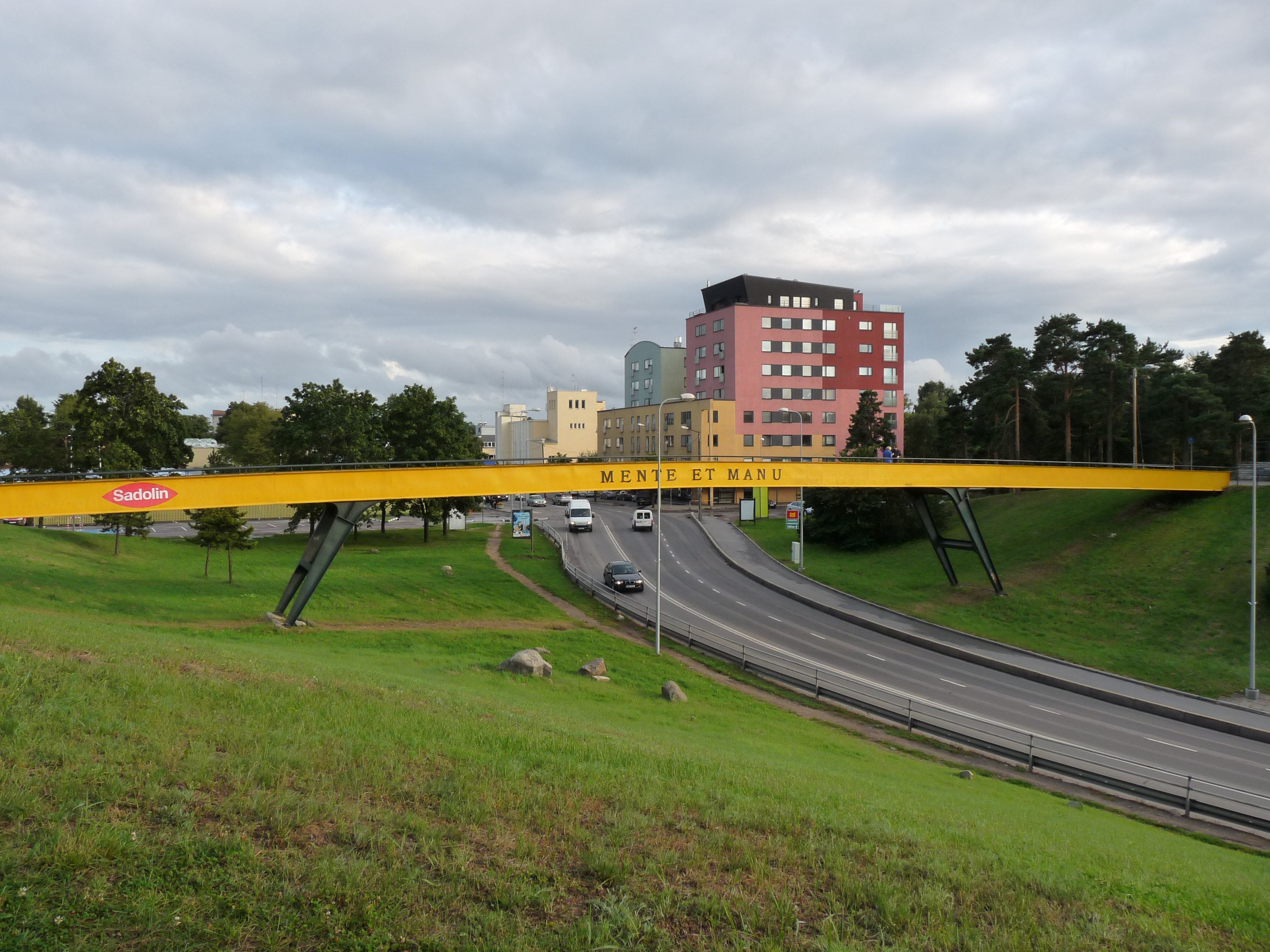
La rue sous le pont des étudiants.
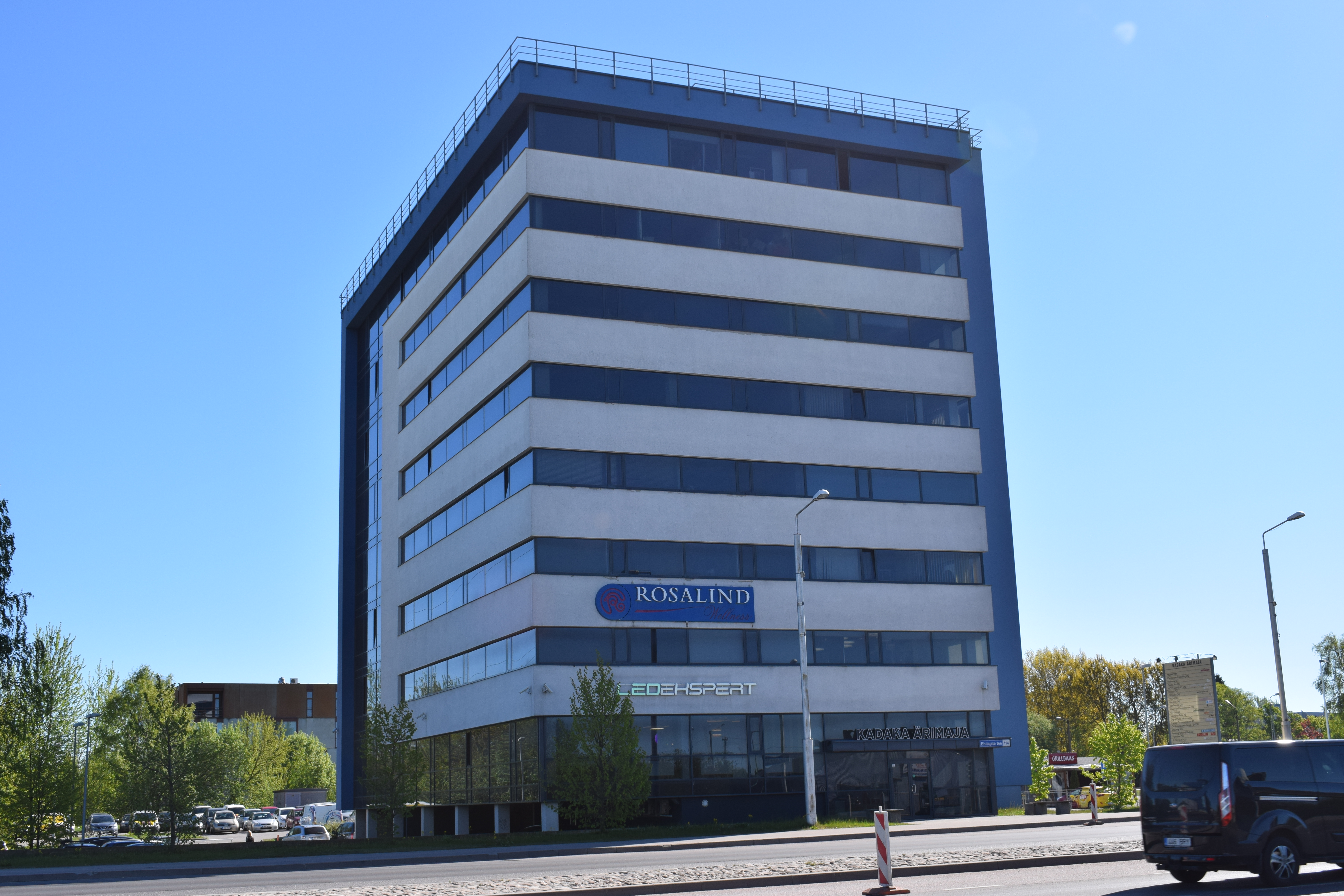
Ehitajate tee 114..
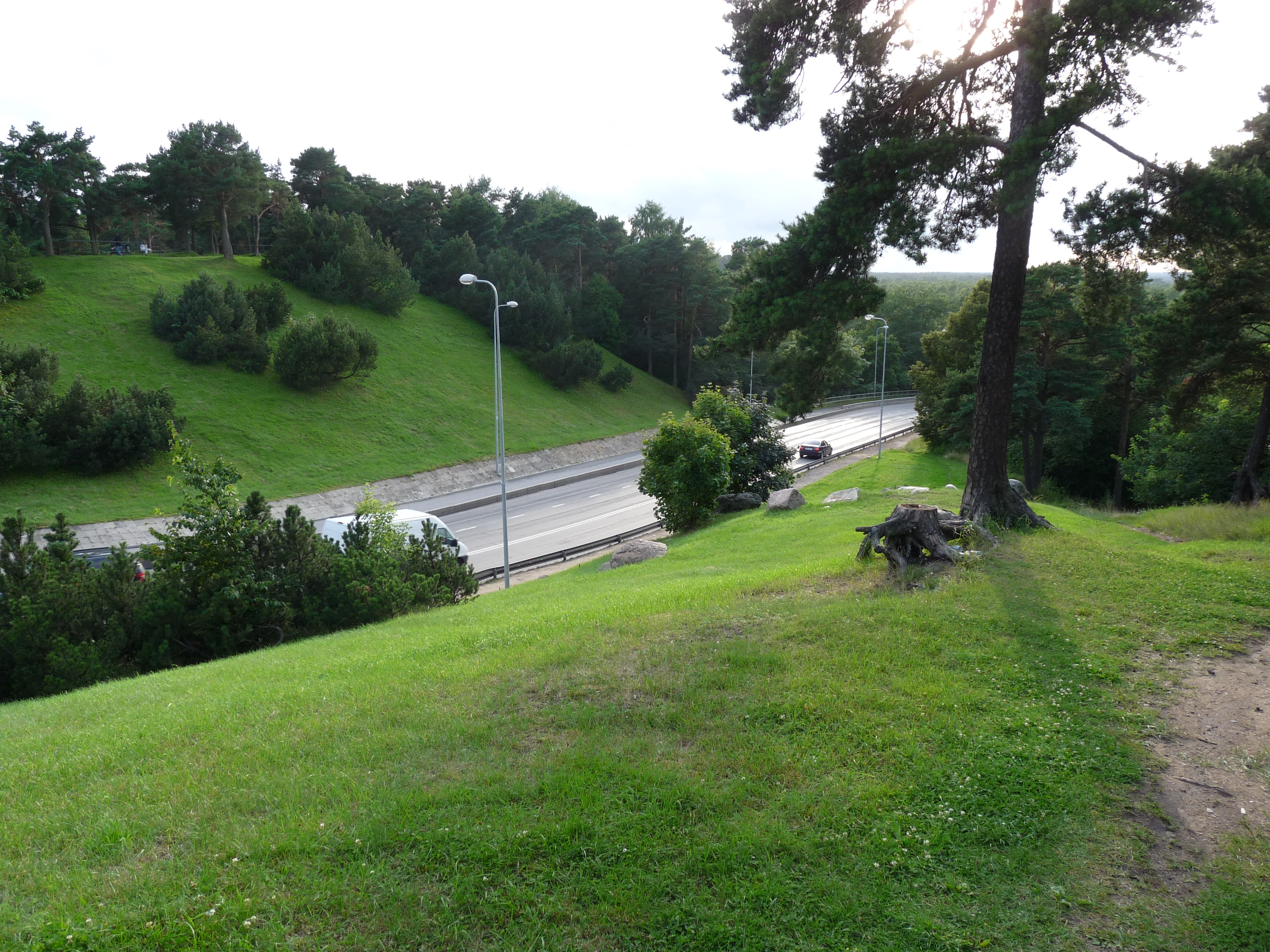
Descente de la colline Mustamägi
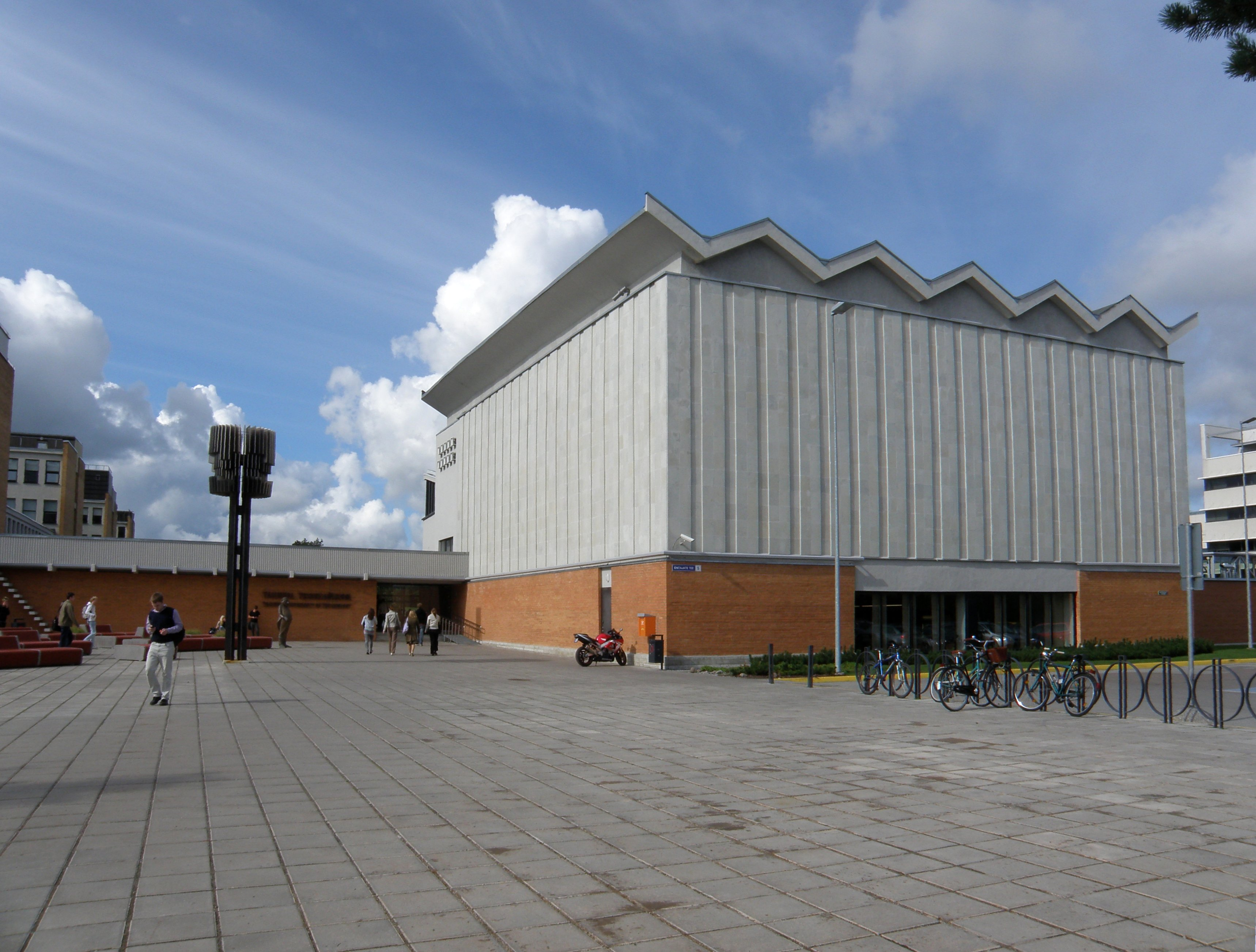
Université de technologie de Tallinn
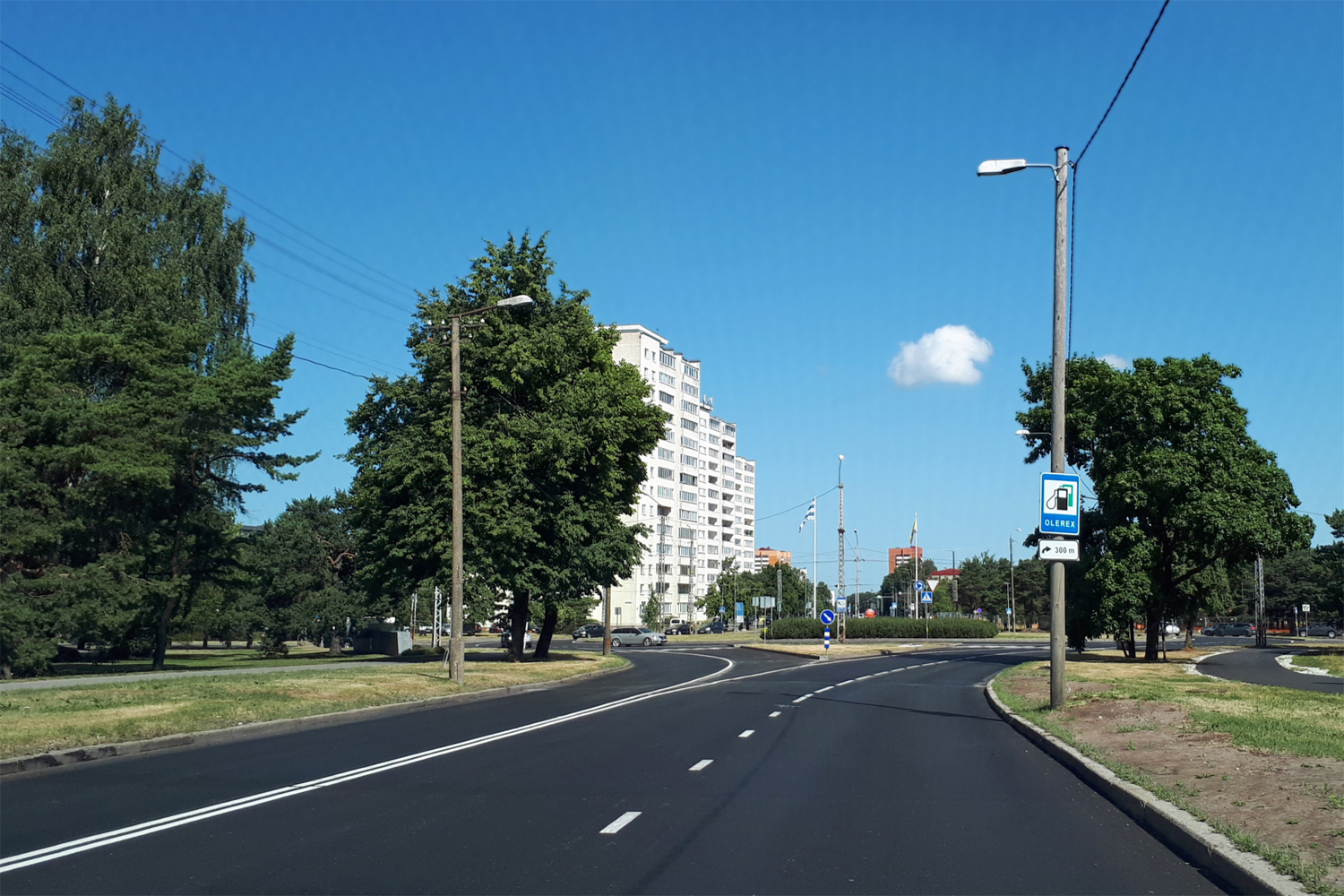
La rue avant l'intersection avec Sõpruse puiestee et Akadeemia tee.
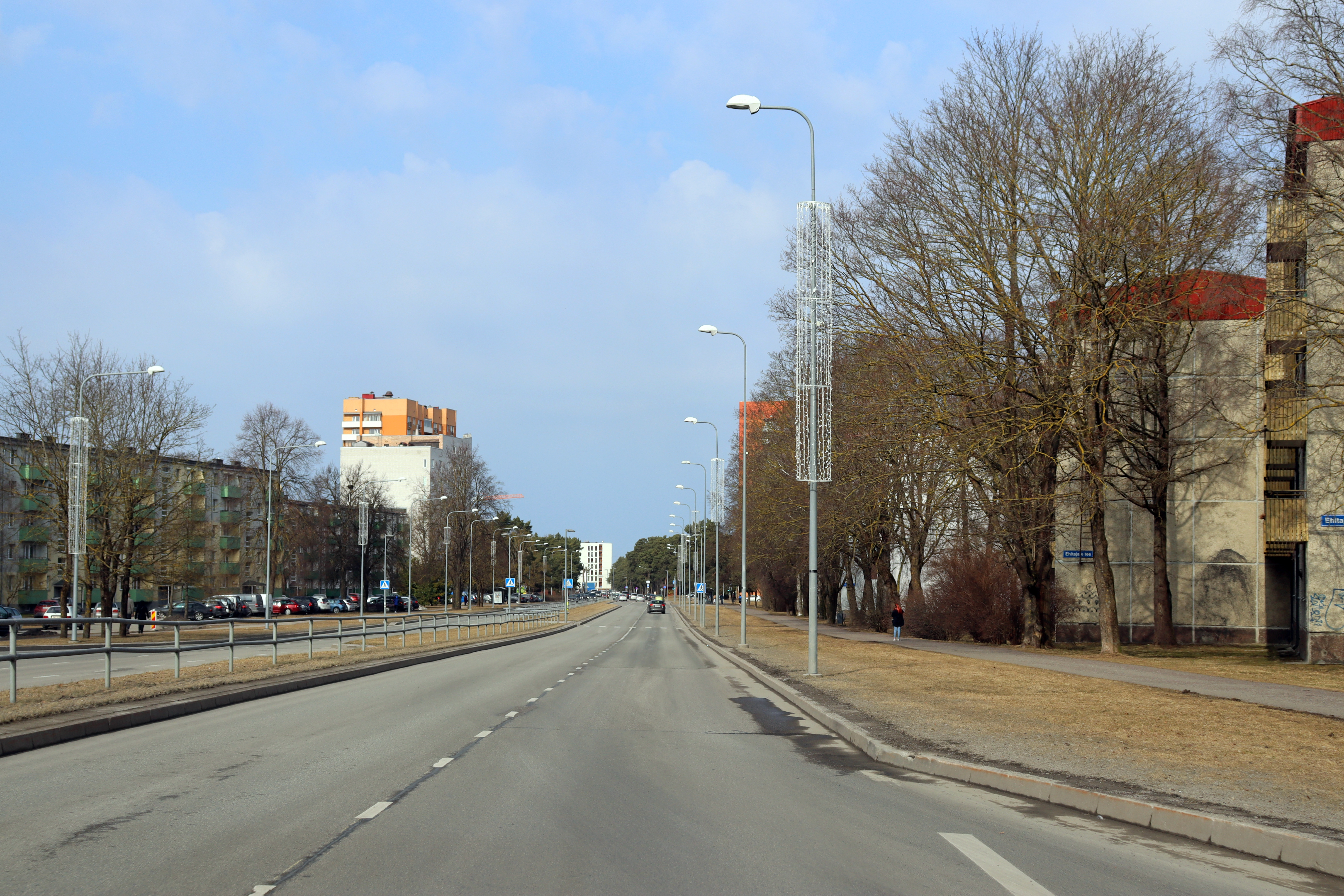
Ehitajate tee.